# Schaller (Iowa)
Pour les articles homonymes, voir Schaller.
Schaller est une ville du comté de Sac, en Iowa, aux États-Unis. Elle est  incorporée le 25 mai 1883.

## Source de la traduction
- (en) Cet article est partiellement ou en totalité issu de l’article de Wikipédia en anglais intitulé « Schaller, Iowa » (voir la liste des auteurs).